# Лијува II
Лијува II, млади Рекаредов син, био је визиготски краљ у Хиспанији између 601. и 603. године. Наследио је Рекареда на престолу кад је имао само 18 година.
У пролеће 602, Визигот Витерих, један од конспиратора у завери Суне из Мериде који је хтео да поново успостави аријанство (589), постао је омандант војске која је требало да протера Византинце са Иберијског полуострва (види: Спанија). Витерих се окружио људима од поверења и у пролеће 603. године, уместо да крене против Византинаца, Витерих је искористио војску под својом командом, напао краљевску палату и сменио Лијуву II. Највероватније је да је имао подршку једног дела племства, противника Леовигилдове династије. Витерих је одсекао десну руку младом краљу (што га је по визиготским законима онемогућавало да влада), а затим га и осудио на смрт и погубио у лето 603. године.